# Rowlandius tomasi
Espèce
Rowlandius tomasi est une espèce de schizomides de la famille des Hubbardiidae.

## Distribution
Cette espèce est endémique de la province de Villa Clara à Cuba,. Elle se rencontre à Manicaragua dans la grotte Cueva Los Manantiales-Tito.

## Description
Le mâle holotype mesure 4,0 mm et la femelle paratype 3,02 mm.

## Étymologie
Cette espèce est nommée en l'honneur de Tomás Michel Rodríguez.

## Publication originale
- Armas, 2007 : Especie nueva de Rowlandius (Schizomida: Hubbardiidae) de Cuba Central. Solenodon, vol. 6, p. 45-51 (texte intégral).